# 103.º Batallón Blindado SS
El 103.º Batallón Blindado SS (en alemán: schwere SS-Panzerabteilung 103) fue un batallón panzer de las Waffen-SS durante la Segunda Guerra Mundial.

## Historial de operaciones
La unidad se formó originalmente el 1 de julio de 1943 como el II Batallón, 11.º Regimiento Panzer SS y fue enviado a Yugoslavia para luchar como infantería; sin embargo, a finales de noviembre, el batallón fue transformado en uno blindado.
El batallón recibió seis Tiger I en febrero para entrenamiento, pero luego se le ordenó entregarlos a otra unidad en marzo de 1944. Otros seis Tiger I llegaron al campo de entrenamiento el 26 de mayo y cuatro más en agosto. El 20 de octubre, los diez Tigers fueron entregados a la unidad de entrenamiento y el 103.º fue equipado con el Tiger II antes de ser enviado al Frente Oriental, como parte del III SS Cuerpo Panzer (germánico).
El 14 de noviembre de 1944, la unidad fue renombrada como el 503.° Batallón SS Panzer Pesado. Tenía un total de 39 tanques (en lugar de los 45 prometidos) Tiger II y fueron cargados en trenes el 27 de enero de 1945 y enviados al Frente Oriental hacia el sector del Grupo de Ejércitos Vístula. El 15 de abril de 1945, el 503.º informó de un total de 12 Tiger II, de los cuales 10 aún estaban operativos. El 503.º finalizó la guerra en la batalla de Berlín como parte del Kampfgruppe Mohnke.